# James Reid, Baron Reid
James Scott Cumberland Reid, Baron Reid CH PC KC (* 30. Juli 1890; † 29. März 1975) war ein schottisch-britischer Politiker der Conservative Party und Jurist, der 15 Jahre Abgeordneter im House of Commons sowie zuletzt als Lord of Appeal in Ordinary aufgrund des Appellate Jurisdiction Act 1876 als Life Peer auch Mitglied des House of Lords war.

## Leben

### Rechtsanwalt und Unterhausabgeordneter
Reid, Sohn eines Solicitor, absolvierte nach dem Besuch der Edinburgh Academy ein Studium der Rechtswissenschaften am Jesus College der University of Cambridge und erhielt 1914 seine anwaltliche Zulassung bei der schottischen Rechtsanwaltskammer (Scots Bar). Anschließend nahm er eine Tätigkeit als Rechtsanwalt (Advocate) auf, unterbrach diese aber während des Ersten Weltkrieges und diente als Major im Maschinengewehrkorps der Royal Scots.
Nach Kriegsende nahm er seine anwaltliche Tätigkeit auf und wurde den Unterhauswahlen vom 27. Oktober 1931 dann für die Conservative Party (Unionist) im Wahlkreis Stirling and Falkirk District of Burghs als Abgeordneter in das House of Commons gewählt und gehörte diesem bis zum 14. November 1935 an. 1936 wurde Reid, der 1932 für seine anwaltlichen Verdienste zum Kronanwalt (King’s Counsel) ernannt worden war, Solicitor General von Schottland und bekleidete dieses Amt bis 1941.
Währenddessen wurde er am 10. Juni 1937 bei einer Nachwahl (By-election) als Nachfolger von Robert Horne, der zuvor 1. Viscount Horne of Slamannan wurde, erneut als Abgeordneter in das Unterhaus gewählt und vertrat in diesem bis zu seinem Mandatsverzicht am 24. November 1948 den Wahlkreis Glasgow Hillhead.

### Lord Advocate, Lordrichter und Oberhausmitglied
Als Nachfolger von Thomas Cooper, 1. Baron Cooper of Culross wurde er 1941 als Lord Advocate Generalstaatsanwalt von Schottland wurde und bekleidete dieses Amt bis zu seiner Ablösung durch George Thomson im Oktober 1945. Zugleich wurde er 1941 auch Privy Councillor. Nach seinem Ausscheiden aus dem Regierungsamt nahm er zunächst seine anwaltliche Tätigkeit wieder auf und war 1945 für einige Zeit Vorsteher der schottischen Anwaltschaft (Dean of the Faculty of Advocates).
Zuletzt wurde Reid durch ein Letters Patent vom 6. Oktober 1948 aufgrund des Appellate Jurisdiction Act 1876 als Life Peer mit dem Titel Baron Reid, of Drem in the County of East Lothian, zum Mitglied des House of Lords in den Adelsstand berufen und wirkte bis zu seinem Rücktritt am 10. Januar 1975 wenige Wochen vor seinem Tod als Lordrichter (Lord of Appeal in Ordinary). Er gehörte damit zu den wenigen Personen, die ohne vorherige Tätigkeit als Richter zum Lordrichter ernannt wurden.
1967 wurde ihm die seltene Ehre zu Teil, Mitglied des auf höchstens 65 Mitglieder beschränkten Order of the Companions of Honour zu werden.

## Bedeutende Urteile als Lordrichter
Während seiner Amtszeit als Lordrichter wirkte er bei wichtigen Entscheidungen mit wie zum Beispiel:
- Beswick v Beswick (1967): In diesem Verfahren aus dem Contract Law ging es um Vertragsbeziehungen und die Anordnung einer Wiedergutmachung (Injunction).
- Dorset Yacht Co Ltd v Home Office (1970): In diesem Verfahren aus dem Tort Law kam es zu einer Grundsatzentscheidung zur Frage der Fahrlässigkeit durch die Erweiterung des britischen Rechts, unter welchen Umständen ein Gericht Sorgfaltspflichten prüft.
- McGhee v National Coal Board (1972): In diesem Verfahren aus dem Tort Law entschieden die Lordrichter, dass im Fall des wesentlichen Einflusses einer Pflichtverletzung auf ein Schadensereignis auch nachfolgende Pflichtverletzungen ihre Ursache in dieser wesentlichen Pflichtverletzung haben und somit ebenfalls zu beseitigen beziehungsweise zu entschädigen sind.
- Norwich Pharmacal Co. v Customs and Excise Commissioners (1974): In diesem Verfahren befassten sich die Lordrichter mit dem Fall eines Importeurs und Alleinlizenzinhabers auf das Patent eines chemischen Produkts, das durch unbekannte Importeure nach Großbritannien eingeführt wurde, die somit den Alleinlizenzinhaber in seinen Rechten verletzten. Norwich Pharmacal Co. klagte gegen die Zollbehörde (Customs and Excise Commission) auf Benennung dieses unbekannten Importeurs zur Geltendmachung von Schadensersatzansprüchen durch diese Lizenzpflichtverletzung. Die Lordrichter entschieden, dass eine unschuldige Dritte wie die Customs and Excise Commission, die Informationen über ein rechtswidriges Verhalten erlangt hat, durch Gerichtsbeschluss gezwungen werden kann, der geschädigten Person wie Norwich Pharmacal Co. die Informationen über den Schädiger zu geben, damit der Geschädigte gegen diesen Schädiger rechtlich vorgehen kann. Die Entscheidung führte damit letztlich zur Schaffung der sogenannten „Norwich Pharmacal Order“ zur Zugänglichmachung von Dokumenten und Informationen.

## Veröffentlichungen
- The law and the reasonable man, 1968